# William R. Nicoll
William Robertson Nicoll (Lumsden, 10 ottobre 1851 – Londra, 4 maggio 1923) è stato un presbitero, giornalista e scrittore britannico.

## Biografia
Nato a Lumsden, nell'Aberdeenshire (Scozia), Nicoll conseguì il master of arts nel 1870 all'Università di Aberdeen. Studiò poi teologia al New College di Edimburgo e nel 1874 fu ordinato ministro della Libera Chiesa di Scozia a Dufftown. In aggiunta all'attività pastorale, Nicoll iniziò a scrivere regolarmente articoli per il giornale di Aberdeen. Nel 1877 fu inviato a svolgere il ministero religioso a Kelso e l'anno successivo si sposò con Isabell Dunlop. 
Nel 1884 divenne redattore del giornale The Expositor. Nel 1885 si ammalò di febbre tifoide e i postumi della malattia lo costrinsero ad abbandonare l'attività religiosa. Nel 1886 Nicoll si trasferì a Londra dove, con l'aiuto della casa editoriale Hodder and Stoughton, fondò il settimanale British Weekly, un periodico protestante non conformista. Oltre a svolgere l'attività di giornalista, Nicoll scrisse numerosi libri di argomento religioso, storico e letterario. 
Rimasto vedovo nel 1894, si risposò nel 1897 con Catherine Pollard. Nicoll ebbe tre figli, due dalla prima moglie e uno dalla seconda.

## Opere
- Calls to Christ, (1877) Morgan & Scott: London.
- The Yale Lectures on Preaching: (1878) Reprinted from the British and Foreign Evangelical Review.
- Songs of Rest [First Series], (1879) Macniven & Wallace, Edinburgh: combined with Second Series (1893), Hodder & Stoughton: London.
- The Incarnate Saviour, (1881) T. & T. Clark: Edinburgh, (1882) Robert Carter & Brothers: New York.
- The Lamb of God, (1883) Macniven & Wallace: Edinburgh.
- ‘John Bunyan’ (1884) in The Evangelical Succession, Macniven & Wallace: Edinburgh.
- James Macdonell, Journalist, (1890) Hodder & Stoughton: London.
- The Key of the Grave, (1894) Hodder & Stoughton: London.
- Ten Minute Sermons, (1894) Isbister & Co: reprinted 1910, Hodder & Stoughton.
- The Seven Words from the Cross, (1895) Hodder & Stoughton, London.
- When the Worst comes to the Worst, (1896) Isbister & Co.
- ‘Henry Drummond: A Memorial Sketch’,  (1897) prefixed to Drummond’s posthumous volume, The Ideal Life, Hodder & Stoughton: London.
- The Return to the Cross, (1897) reprint 1910, Hodder & Stoughton: 	London.
- Letters to Ministers on the Clerical Life, (1898) (with others) Hodder & Stoughton: London.
- The Ascent of the Soul, (1899) Isbister & Co.
- Letters on Life: by Claudius Clear, (1901) Hodder & Stoughton: London.
- The Church’s One Foundation, (1901) Hodder & Stoughton: London.
- A Memorial Article, Hugh Price Hughes as we knew him, (1902) H Marshall & Son.
- Robert Louis Stevenson, in the Bookman Booklet Series, (1902/6) Hodder & Stoughton, London.
- The Garden of Nuts, (1905) Hodder & Stoughton: London.
- The Day Book of Claudius Clear, (1905) Hodder & Stoughton: London.
- The Scottish Free Church Trust and its Donors, (1905) Hodder & 	Stoughton: London.
- A History of English Literature, 3 Volumes, originally published as The Bookman Illustrated History of English Literature, (1906) (with Seccombe) Hodder & Stoughton, London.
- The Lamp of Sacrifice, (1906) Hodder & Stoughton: London.
- ‘Introduction and Appreciation, Memoirs of the Late Dr Barnardo, Mrs Barnardo & James Marchant, (1907) Hodder & Stoughton, London.
- My Father. An Aberdeenshire Minister, (1908) Hodder & Stoughton: London.
- Ian Maclaren, The Life of the Rev. John Watson D.D., (1908) Hodder & Stoughton: London.
- ‘Introduction’ to Jane Stoddart’s Against the Referendum, (1910) Hodder & Stoughton, London.
- The Round of the Clock: The Story of Our Lives from Year to Year (Claudius Clear)], (1910) Hodder & Stoughton: London.
- Sermons of C.H. Spurgeon, (N/D: but after 1910) Nelson & Sons: London.
- The Christian Attitude Towards Democracy, reprinted from the British Weekly, (1912) Hodder & Stoughton, London.
- The Problem of 'Edwin Drood' (A study in the Methods of Dickens), (1912) Hodder & Stoughton. London.
- A Bookman's Letters, (1913) Hodder & Stoughton: London.
- The Difference Christ is Making, reprinted from the British Weekly, (1914) Hodder & Stoughton: London.
- Prayer in War Time, (1916) Hodder & Stoughton: London.
- Reunion in Eternity, (1918) Hodder & Stoughton: London.
- Edited with ‘Appreciation’, Letters of Principal James Denney to W. Robertson Nicoll, (1920) Hodder & Stoughton: London.
- Princes of the Church, (1921) Hodder & Stoughton: London.
- Dickens’s Own Story: Sidelights on his Life and personality, (1923) ,reprints from ‘Claudius Clear’ in the British Weekly, Prefatory Note by St John Adcock, Chapman & Hall Ltd, London.